# Копорье (шнява)
«Копорье» или «1-я Осташковская» — шнява Балтийского флота России, одна из шняв типа «Мункер», построенных по чертежам Петра I, участник Северной войны 1700—1721 годов. Шнява находилась в составе флота с 1704 по 1710 год, использовалась для крейсерских плаваний в Финском заливе и сопровождения транспортных судов, принимала участие в действиях флота у Котлина и Кронштадта.

## Описание шнявы
Одна из десяти 14-пушечных шняв типа «Мункер», построенных по проекту Петра I. Длина шнявы по сведениям из различных источников составляла от 21,94 до 22 метров, ширина от 5,6 до 5,63 метра, а осадка от 2,4 до 2,44 метра. Вооружение судна состояло из четырнадцати 3-фунтовых орудий, а экипаж из 70-и человек.
Парусное вооружение шняв типа «Мункер» было создано по чертежам И. Д. Кочета, при этом при вступлении в строй головное судно проекта «Мункер» было одним из самых быстроходных в составе российского флота.
Шнява была названа в память о взятии русскими войсками 27 мая (7 июня) 1703 года шведской крепости Копорье.

## История
Шнява «Копорье» была заложена на стапеле Олонецкой верфи 15 (26) октября 1703 года и после спуска на воду 18 (29) июля 1704 года вошла в состав Балтийского Флота России. Строительство судна по чертежам Петра I вёл кораблестроитель В. Шленграф. В сентябре и октябре того же года судно под командованием капитана Корнелиуса Клинкера было переведено с верфи в Санкт-Петербург.
Принимала участие в Северной войне 1700—1721 годов. С 1705 по 1710 год ежегодно с апреля по октябрь в составе эскадр выходила из Санкт-Петербурга к острову Котлин на Кронштадтский рейд для защиты острова и форта Кроншлот, а также для обучения экипажа. Периодически находилась в крейсерских плаваниях в Финском заливе.
В кампанию 1705 года под командованием поручика Корнелиса Снеегерса участвовала в обороне Кроншлота. 4 (15), 6 (17), 10 (21) и 16 (27) июня года принимала участие в отражении атак шведского флота, находясь за линией фрегатов между Котлином и Кроншлотом вместе с другими шнявами.
В кампанию 1710 года с 1 (12) по 14 (25) мая находилась в составе эскадры под командованием вице-адмирала К. И. Крюйса, сопровождавшей транспортные суда к Берёзовым островам.
По окончании службы после 1710 года шнява «Копорье» была разобрана.

## Командиры шнявы
Командирами шнявы «Копорье» в разное время служили:
- капитан К. Клинкер (1704 год)[11][12];
- поручик К. Снеегерс (1705 год[комм. 5])[10];
- капитан К. Клинкер (1705 год[комм. 6])[11].

### Комментарии
1. ↑  Также в серию входили шнявы «Мункер», «Сант-Яким», «Дегас», «Ямбург», «Лукс», «Фалк», «Снук», «Феникс» и «Роза»[1].
2. ↑  72 фута[2].
3. ↑  18 футов 6 дюймов[2].
4. ↑  8 футов[2].
5. ↑  Во время обороны Кроншлота[13].
6. ↑  После обороны Кроншлота[13].